# Pasquale Carminucci
Pasquale Carminucci (San Benedetto del Tronto, 29 de agosto de 1937 - Roma, 22 de febrero de 2015) fue un gimnasta artístico italiano y medallista olímpico en los Juegos Olímpicos de Roma 1960. Fue hermano del también gimnasta olímpico Giovanni Carminucci.

## Biografía
Disputó un total de tres Juegos Olímpicos. En los Juegos Olímpicos de Roma 1960. Participó en las modalidades de concurso general, por equipo, suelo, salto de potro, barras paralelas, barra fija, anillos y potro con aros. Finalmente sólo pudo conseguir una medalla de bronce en la modalidad de equipo junto a Gianfranco Marzolla, Franco Menichelli y a Orlando Polmonari. Participó también en los Juegos Olímpicos de Tokio 1964 y en los Juegos Olímpicos de México 1968, aunque no consiguió ninguna medalla.
Falleció el 22 de febrero de 2015 en Roma a los 77 años de edad.